# Musikjahr 1721
Liste der Musikjahre

◄◄ | ◄ | 1717 | 1718 | 1719 | 1720 | Musikjahr 1721 | 1722 | 1723 | 1724 | 1725 | ► | ►►

Weitere Ereignisse
Dieser Artikel behandelt das Musikjahr 1721.

## Ereignisse

### Johann Sebastian Bach
- Johann Sebastian Bach ist seit dem 7. August 1717 Kapellmeister und Director derer Cammer-Musiquen am Hof des Fürsten Leopold von Anhalt-Köthen in Köthen. Bach schätzt den musikalischen jungen Fürsten, der oft als Violinist im Orchester mitwirkt und ihm offenbar auch persönlich nahe steht.
- Bach kann in Köthen für eine hervorragende Kapelle komponieren. Fürst Leopold hat bis zu 17 Musiker angestellt, die zum Teil aus der 1713 aufgelösten Kapelle des preußischen Königs Friedrich Wilhelm I. stammen. Acht der Instrumentalisten, unter ihnen Christian Ferdinand Abel, haben Solistenqualität und den Rang eines Cammermusicus.
- 24. März: Johann Sebastian Bach stellt ältere und neuere Instrumentalsätze als Six Concerts Avec plusieures Instruments zusammen und beendet damit die Arbeit an seinen Brandenburgischen Konzerten (BWV 1046–1051), die er dem kunstliebenden Markgrafen Christian Ludwig von Brandenburg-Schwedt widmet. Den Markgrafen hatte Bach 1719 in Berlin kennengelernt. Möglicherweise ist die Widmung der Brandenburgischen Konzerte für Christian Ludwig von Brandenburg-Schwedt im Zusammenhang mit Bachs Suche nach einer neuen Stelle zu sehen. Ein Dankesschreiben oder eine Besoldung von Christian Ludwig von Brandenburg scheint Bach nicht erhalten zu haben, jedenfalls existiert kein Dokument, das hierüber Auskunft gibt.
- 03. Dezember: Johann Sebastian Bach, dessen erste Gattin Maria Barbara Bach 1720 gestorben war, heiratet Anna Magdalena, die jüngste Tochter des fürstlichen Hof- und Feldtrompeters zu Sachsen-Weißenfels Johann Kaspar Wilcke, die im Juni 1721 als Sopranistin an den Köthener Hof gekommen war. Aus der zweiten Ehe werden 13 Kinder hervorgehen, von denen die meisten im Kindesalter sterben.

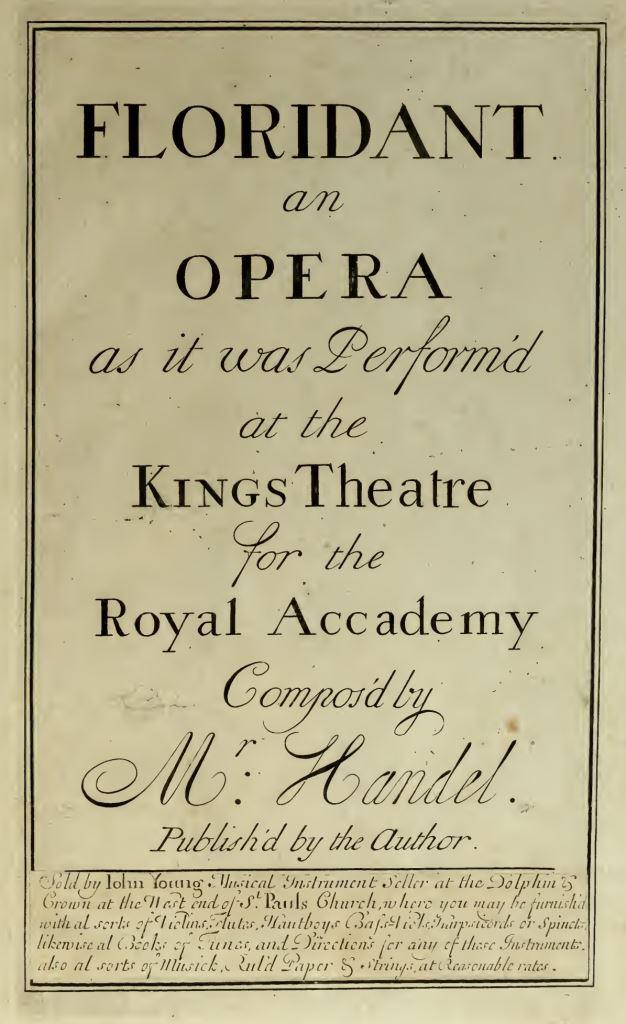
Georg Friedrich Händel – Floridante – Titelseite des Erstdruckes – London 1721

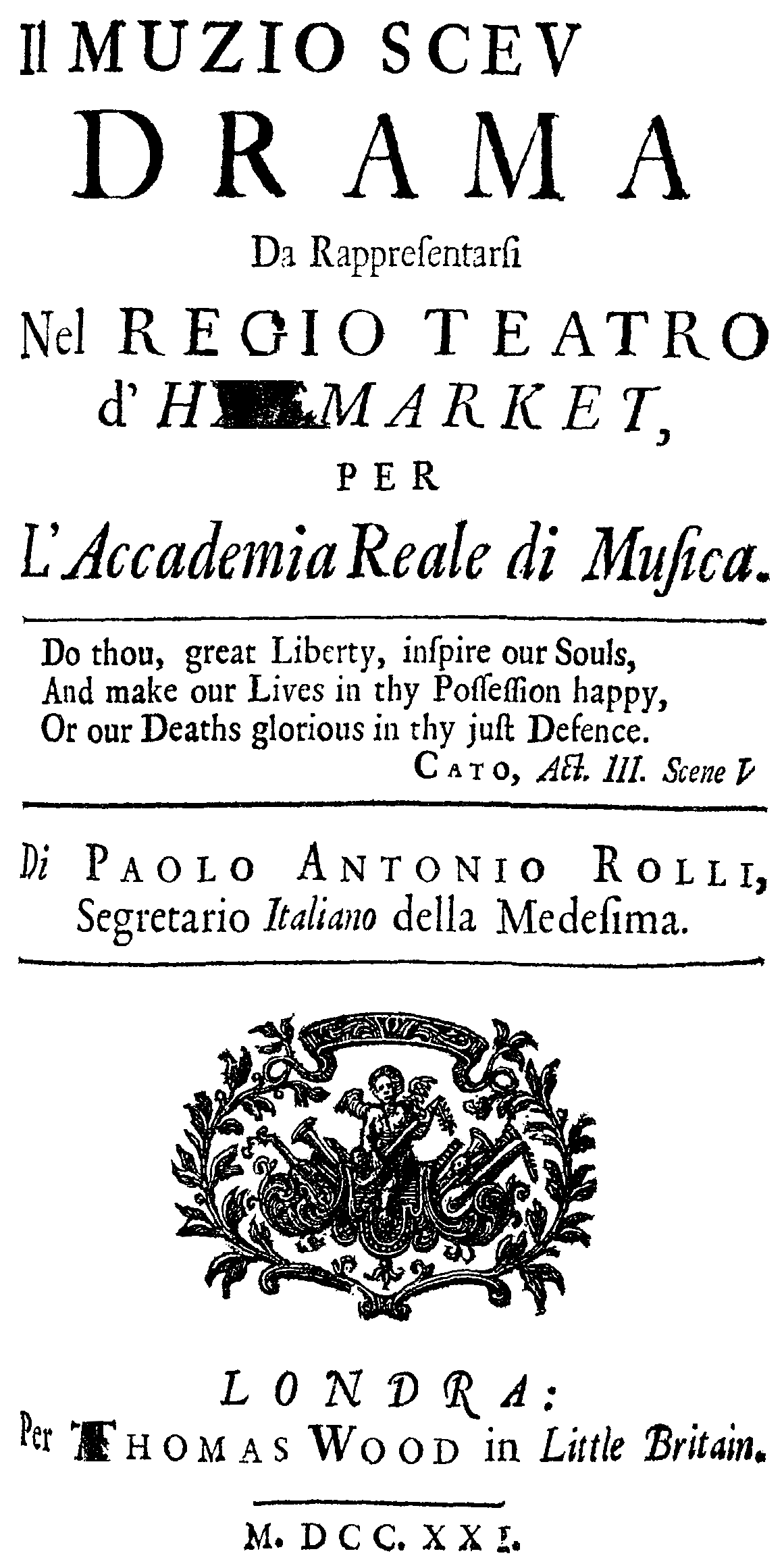
Georg Friedrich Händel et al. – Il Muzio Scevola – Titelseite des Librettos – London 1721

### Georg Friedrich Händel
- Georg Friedrich Händel ist in London als musikalischer Direktor der Royal Academy of Music, eines neuen Opernunternehmens auf Subskriptionsbasis am King’s Theatre, tätig.
- Neben Händel beschäftigt die Akademie zeitweise noch die Komponisten Giovanni Bononcini und Attilio Ariosti. Das Publikum spaltet sich in Parteien, die sich entweder hinter Händel oder Bononcini stellen. Insbesondere in der Anfangszeit sind Bononcinis Aufführungen erfolgreicher als Händels.
- Finanziell ergeht es Georg Friedrich Händel zu dieser Zeit gut, das Geschäft mit seiner eigenen Musik blüht. So ist er etwa am Verkauf von Eintrittskarten und Noten beteiligt. Die Pension, die er vom englischen Königshaus erhält, macht nur etwa ein Viertel seines Einkommens aus. Abgesehen von der Südseeblase, durch die auch Händel im Jahre 1721 viel Geld verliert, geht er mit seinem Vermögen geschickt und vorsichtig um, indem er etwa in Staatsanleihen der Bank von England investiert.
- 15. April: Das Dramma per musica Il Muzio Scevola mit Musik von Filippo Amadei (1. Akt), Giovanni Bononcini (2. Akt) und Georg Friedrich Händel (3. Akt) auf ein Libretto von Paolo Antonio Rolli nach Silvio Stampiglia hat seine Uraufführung durch die Royal Academy of Music am King’s Theatre im Haymarket in London.
- 09. Dezember: Georg Friedrich Händels Dramma per musica Floridante mit dem Libretto von Paolo Antonio Rolli nach der Vorlage La costanza in trionfo von Francesco Silvani wird am King’s Theatre im Haymarket in London uraufgeführt und vom Publikum gut angenommen.

### Alessandro Scarlatti

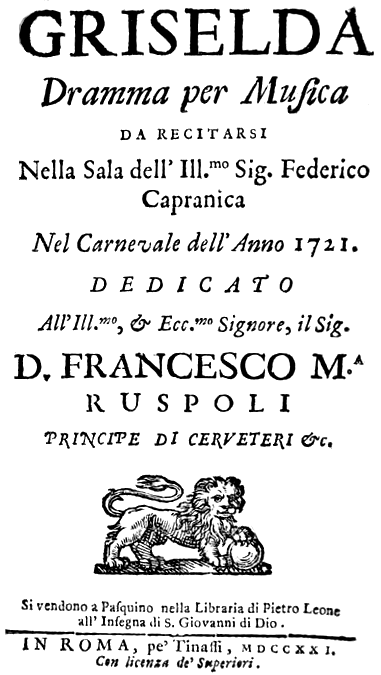
Alessandro Scarlatti – Griselda – Titelseite des Librettos – Rom 1721

- Alessandro Scarlatti, der in Neapel als Kapellmeister der Cappella Reale tätig war, hält sich in den Jahren 1717 bis 1722 überwiegend in Rom auf. Hier wird er die Reihe seiner Opern mit mehreren Werken für das Teatro Capranica abschließen.
- Im Januar wird Alessandros letzte Oper Griselda nach dem Libretto von Apostolo Zeno basierend auf Griseldis aus Giovanni Boccaccios Decamerone am Teatro Capranica in Rom uraufgeführt. Scarlatti bezeichnet Griselda im Vorwort des gedruckten Librettos selbst als seine 114. Oper. Da Frauen auf den Bühnen Roms verboten sind, werden alle Rollen wie üblich von Männern bzw. Kastraten interpretiert: Die prima donna Griselda singt der als „Farfallino“ bekannte Giacinto Fontana, die seconda donna Costanza der junge Giovanni Carestini und der Darsteller der männlichen Hauptrolle des Gualtiero ist der berühmte Altkastrat Antonio Bernacchi.[1]
- Scarlattis stellt seine Messe Santa Cecilia fertig, die einer der ersten Versuche in dem Stil ist, der seinen Höhepunkt in den großen Messen von Johann Sebastian Bach und Ludwig van Beethoven finden wird.

### Domenico Scarlatti
- Domenico Scarlatti ist in Lissabon Musiklehrer und Hofkapellmeister am Hofe des frommen und verschwendungssüchtigen Königs Johann V. Scarlatti hat hier vor allem geistliche Vokalwerke zu liefern und schreibt auch einige weltliche Serenatas. Er unterrichtet außerdem den jüngeren Bruder des Königs Dom António (1695–1757) und die an Asthma leidende portugiesische Prinzessin Maria Bárbara de Bragança am Cembalo, die sich als hochbegabte Musikliebhaberin erweist.

### Georg Philipp Telemann
- Georg Philipp Telemann, der seit 1712 als städtischer Musikdirektor und Kapellmeister der Barfüßer- und Katharinenkirche in Frankfurt am Main tätig war, nimmt das Angebot an, als Nachfolger von Joachim Gerstenbüttel das Amt des Cantor Johannei und Director Musices der Stadt Hamburg zu übernehmen, eines der angesehensten musikalischen Ämter Deutschlands. Vermutlich haben Barthold Heinrich Brockes und Erdmann Neumeister ihn vorgeschlagen. Telemann ist allerdings schon früher mit der Hansestadt in Verbindung gekommen, da er bereits an ein oder zwei Opern für die Oper am Gänsemarkt beteiligt war. Als musikalischer Leiter der Stadt wirkt Telemann unter anderem an den fünf großen ev. luth. Stadtkirchen – mit Ausnahme des Domes, für den Johann Mattheson verantwortlich ist.
- 16. Oktober: Telemanns feierlicher Amtsantritt in Hamburg findet statt.
- In seinem neuen Amt verpflichtet sich Telemann zur Komposition von zwei Kantaten wöchentlich und einer Passion pro Jahr, in späteren Jahren greift er allerdings bei seinen Kantaten auf frühere Werke zurück. Daneben komponiert er zahlreiche Musiken für private und öffentliche Anlässe, etwa für Gedenktage und Hochzeiten. Das Amt des Cantoris Johannei ist auch mit einer Tätigkeit als Musiklehrer des Johanneum verbunden; seinen Verpflichtungen zu außermusikalischem Unterricht kommt Telemann jedoch nicht selbst nach. Außerdem baut er das bereits 1660 von Matthias Weckmann gegründete, aber mittlerweile nicht mehr konzertierende Collegium musicum neu auf. Die Eintrittskarten verkauft er persönlich.

### Antonio Vivaldi
- Antonio Vivaldi ist seit 1718 in Mantua tätig, wo er in Diensten von Prinz Philipp von Hessen-Darmstadt hauptsächlich als Intendant und Opernkomponist arbeitet.
- Aus dem Jahr 1721 stammen seine Opern Arianna e Teseo (RV Anh. 78) und Ulysses (RV Anh. 126) und seine Oper La Silvia (RV 734) wird spätestens in diesem Jahr fertiggestellt.[2]

### Weitere biografische Ereignisse
- Giuseppe Matteo Alberti, der seit 1705 Mitglied der Accademia Filarmonica in Bologna ist, wird erstmals zum Vorsitzenden (principe) der Accademia Filarmonica berufen, eine Rolle, die er bis 1746 insgesamt sechsmal ausüben wird.
- Die Frau von Tomaso Albinoni, die Sängerin Margherita Raimondi, stirbt am 22. August an einer Darmentzündung.
- die Sopranistin Francesca Cuzzoni steht in der Karnevalsaison 1721–1722 zusammen mit der Altistin Vittoria Tesi, den beiden Altkastraten Antonio Bernacchi und Gaetano Berenstadt sowie dem Soprankastraten Giovanni Ossi am Teatro San Giovanni Grisostomo in Venedig unter Vertrag.
- Johann Adam Birckenstock, der seit 1709 eine Anstellung in der Kasseler Hofkapelle hat, wird deren Sologeiger.
- Antonio Maria Bononcini wird Maestro di Cappella in seiner Geburtsstadt Modena.
- Im Palais des Tuileries tanzt der 11-jährige König Ludwig XV. am 22. Oktober in der Uraufführung des Opéra-ballet Les éléments mit Musik von André Cardinal Destouches und Michel-Richard Delalande.[3]
- Farinelli gibt sein öffentliches Debüt im Karneval 1721 am römischen Teatro Alibert in der Oper Eumene von Nicola Antonio Porpora. Der sensationelle Erfolg seines Meisterschülers gibt auch Porporas Karriere starken Auftrieb.
- Johann Friedrich Fasch ist von 1719 bis 1721 als Organist und Stadtschreiber in Greiz tätig.
- Reinhard Keiser kehrt im August nach Hamburg zurück, wendet sich aber bereits Ende des Jahres nach Kopenhagen, wo er schon 1704 vergeblich um seine Erhebung in den Adelsstand nachgesucht hatte. Diesmal erhält er die Ernennung zum königlich-dänischen Kapellmeister und bringt in Kopenhagen die Oper Ulysses zur Aufführung.
- Neben seinem zeitraubenden juristischen Frondienst schreibt Pietro Metastasio ein Epithalamium (Hochzeitsgedicht) mit fast 100 Stanzen und einen seiner ersten musikdramatischen Texte, die Serenata Endimione, die auf der Hochzeit seiner Schutzherrin Prinzessin Pinelli di Sangro mit dem Markgrafen Belmonte Pignatelli aufgeführt wird.
- Giuseppe Tartini wird die Leitung des Orchesters der Basilika des Heiligen Antonius (Padua) anvertraut.
- Pietro Locatelli debütiert als Komponist.
- Johann Adolph Hasse wechselt von Hamburg nach Braunschweig, wo im Opernhaus am Hagenmarkt am 11. August seine erste Oper Antioco mit ihm in der Titelrolle zur Aufführung kommt.

### Uraufführungen

#### Bühnenwerke

##### Oper

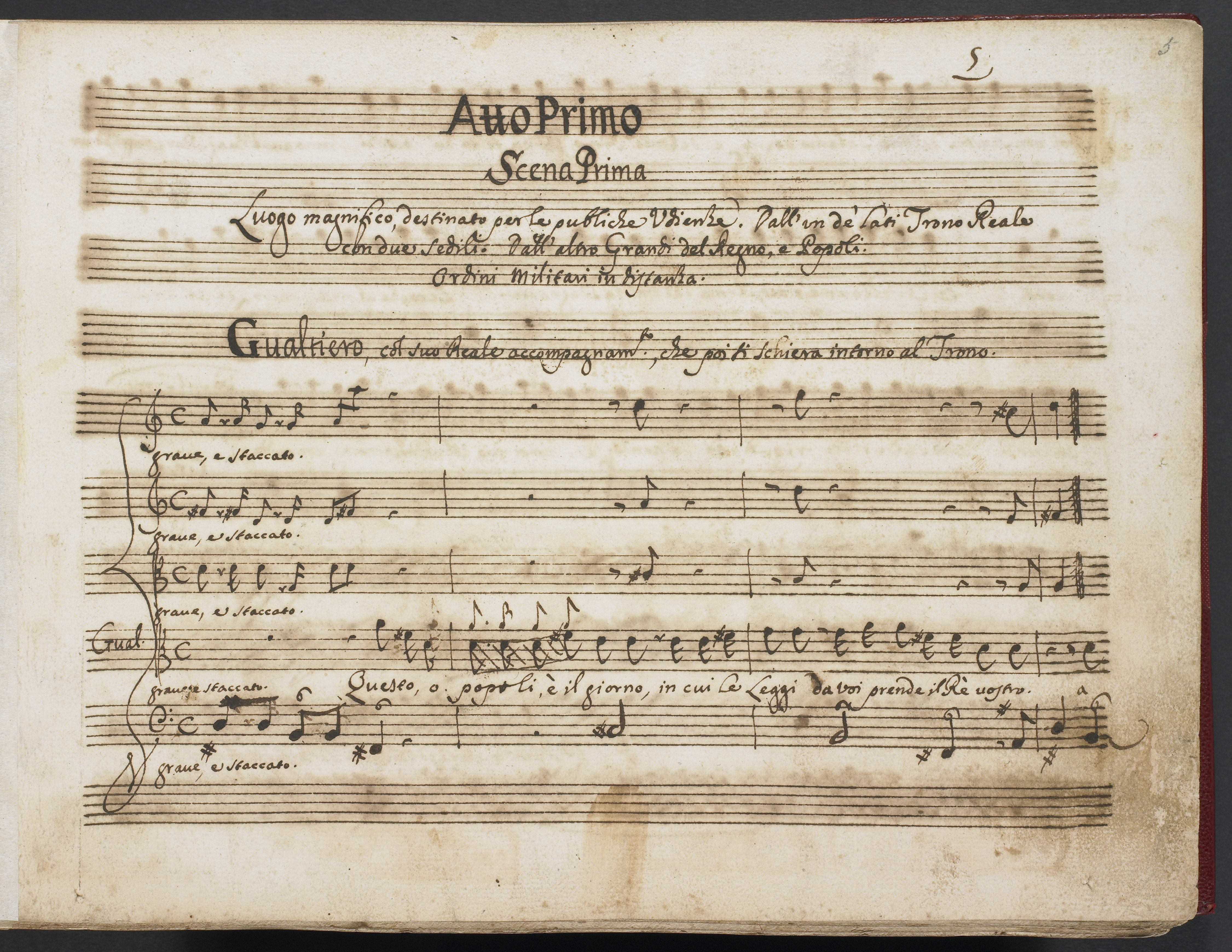
Manuskript von Scarlattis letzter Oper Griselda (1721). Zu sehen ist die Seite der 1. Szene, 1. Akt.links

- 28. Januar: Die Uraufführung der Oper Der geduldige Socrates von Georg Philipp Telemann findet an der Oper am Gänsemarkt in Hamburg statt.
- 00. Januar: Alessandro Scarlattis letzte Oper Griselda nach dem Libretto von Apostolo Zeno (basierend auf Griseldis aus Giovanni Boccaccios Decamerone) wird am Teatro Capranica in Rom uraufgeführt.
- 06. Februar: Die Oper Alessandro in Sidone von Francesco Bartolomeo Conti auf das Libretto von Apostolo Zeno und Pietro Pariati wird in Wien uraufgeführt.
- 15. April: Das Dramma per musica Il Muzio Scevola mit Musik von Filippo Amadei (1. Akt), Giovanni Bononcini (2. Akt) und Georg Friedrich Händel (3. Akt) auf ein Libretto von Paolo Antonio Rolli nach Silvio Stampiglia hat seine Uraufführung durch die Royal Academy of Music am King’s Theatre im Haymarket in London.

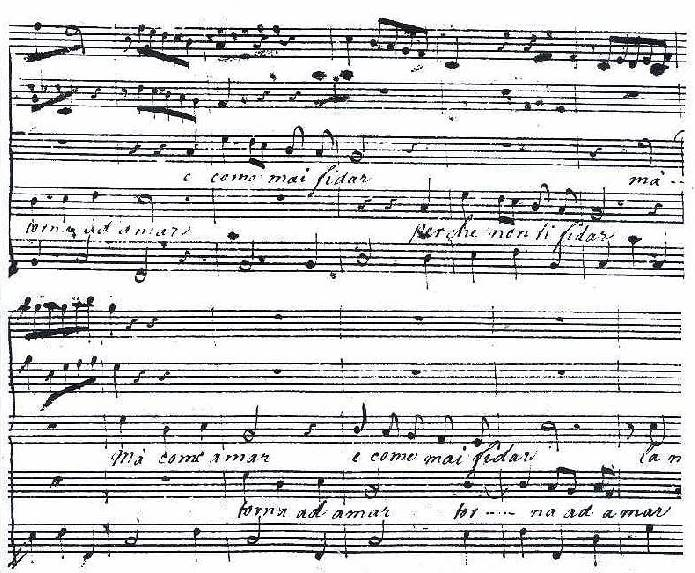
Detail des Autographs vom Duett Clelia/Muzio Nr. 16 aus Muzio Scevola von G.F. Händel.

- 20. Mai: Die Oper L’odio e l’amore von Giovanni Bononcini wird am King’s Theatre in London uraufgeführt.
- 30. Mai: Das Libretto Endimione von Pietro Metastasio wird in der Vertonung von Domenico Sarro zur Hochzeit des Prinzen von Belmonte, Antonio Pignatelli, mit Anna Francesca Pinelli di Sangro in Neapel uraufgeführt.
- 11. August: Die erste Oper von Johann Adolph Hasse, Antioco, auf das Libretto von Apostolo Zeno, Pietro Pariati, hat in Braunschweig im Opernhaus am Hagenmarkt Uraufführung, mit Hasse in der Titelrolle.
- 28. August: Nicola Antonio Porporas Vertonung von Pietro Metastasios Libretto Gli orti esperidi wird zum Geburtstag von Kaiserin Elisabeth Christine von Braunschweig-Wolfenbüttel in Neapel uraufgeführt.
- 28. August: Zum Geburtstag der Kaiserin Elisabeth Christine wird das fünfaktige Dramma per musica Meride e Selinunte von Giuseppe Porsile am Teatro della Favorita in Wien uraufgeführt. Das Libretto stammt von Apostolo Zeno

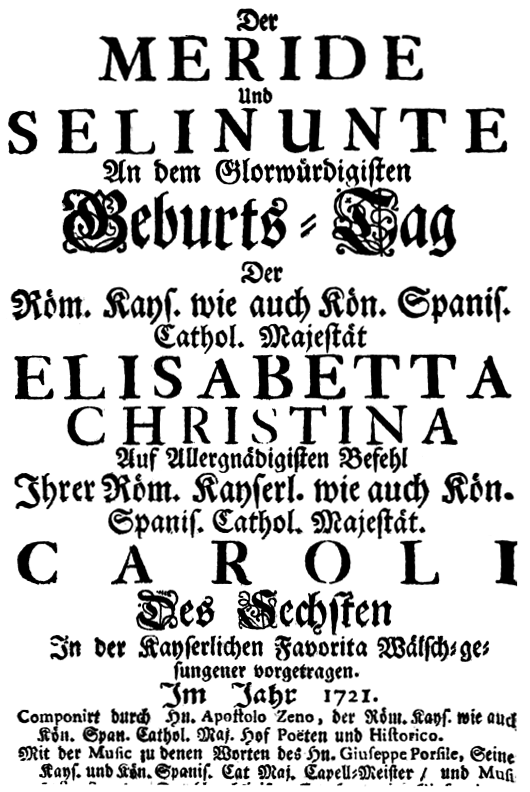
Giuseppe Porsile – Meride e Selinunte – Titelseite des deutschen Librettos – Wien 1721

- 01. Oktober: Die Oper La via del saggio von Francesco Bartolomeo Conti auf das Libretto von Pietro Pariati wird in Wien uraufgeführt.
- 04. Oktober: Die Uraufführung der Oper Il germanico Marte von Antonio Caldara findet in Salzburg statt.
- 15. Oktober: Die Uraufführung der Oper Il tempo fermato, componimento da camera von Giuseppe Porsile findet in Wien statt.
- 22. Oktober: Uraufführung des Opéra-ballet Les éléments mit Musik von André Cardinal Destouches und Michel-Richard Delalande im Palais des Tuileries. Es tanzt der 11-jährige König Ludwig XV.[4]
- 04. November: Die Uraufführung der Oper Ormisda re di Persia von Antonio Caldara erfolgt am Hoftheater in Wien.
- 26. November: Die Uraufführung des musikalischen Dramas Arianna e Teseo von Leonardo Leo findet am Teatro San Bartolomeo in Neapel statt.
- 09. Dezember: Georg Friedrich Händels Dramma per musica Floridante mit dem Libretto von Paolo Antonio Rolli nach der Vorlage La costanza in trionfo von Francesco Silvani wird am King’s Theatre im Haymarket in London uraufgeführt und vom Publikum gut angenommen.
- 18. Dezember: Die Oper in drei Akten mit Epilog Cloris und Tirsis von Reinhard Keiser und Francesco Bartolomeo Conti wird in Kopenhagen uraufgeführt.
- Jacques Aubert
  - Diane (Libretto von Antoine Danchet, Uraufführung in Chantilly)
  - Le Regiment de la calotte (Libretto von Fuzelier/LeSage/Jacques-Philippe d’Orneval, Uraufführung in Paris)
- Giovanni Bononcini – Crispo
- Nicola Porpora – Eumene (Libretto von Apostolo Zeno, Uraufführung in Rom)
- Antonio Vivaldi
  - La Silvia (RV 734)
  - Arianna e Teseo (RV Anh. 78)
  - Ulysses (RV Anh. 126)[2]

##### Oratorium
- Antonio Vivaldi – L’adorazione delli tre re magi al bambino Gesù (RV 645, komponiert vor 1722)[2]
- Johann Mattheson
  - Die göttliche Vorsorge über alle Creaturen (Hamburg 1718 oder 1721)
  - Der Blutrünstige Kelter-Treter und von der Erden erhöhete Menschen-Sohn (Hamburg)
  - Das irrende und wieder zurecht gebrachte Sünden-Schaaf (Hamburg)
- Giuseppe Porsile – l zelo di Nathan (Libretto von G. Velardi; Uraufführung in der Hofkapelle.in Wien)

### Instrumentalmusik

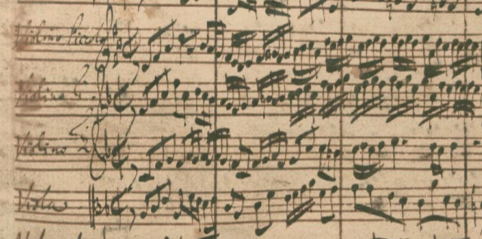
Auszug aus Johann Sebastian Bach’s Brandenburgischem Konzert Nr. in F-Dur

#### Konzerte
- Johann Sebastian Bach – Brandenburgische Konzerte (Widmungspartitur von 1721)[5]

- - Brandenburgisches Konzert Nr. 1 für 2 Hörner, 3 Oboen, Fagott, Violino piccolo, Streicher und b.c. (BWV 1046, komponiert ?)

- - Brandenburgisches Konzert Nr. 2 für Trompete, Oboe, Blockflöte, Violine, Streicher und b.c. (BWV 1047, komponiert um 1718)

- - Brandenburgisches Konzert Nr. 3 für Streicher und b.c. (BWV 1048, komponiert um 1718)
  - Brandenburgisches Konzert Nr. 4 für Violine, 2 Blockflöten, Streicher und b.c. (BWV 1049, komponiert 1719–1720)
  - Brandenburgisches Konzert Nr. 5 für Cembalo concertato, Violine, Traversflöte, Streicher und b.c. (BWV 1050, komponiert 1720–1721)
  - Brandenburgisches Konzert Nr. 6 für Streicher (Violen, Gamben) und b.c. (BWV 1051, komponiert um 1718)[5]

- Pietro Locatelli – Concerti grossi op. 1 (Monsignore D. Camillo Cybo/ De Duchi Di Massa, È Carrara &/ Patriarca Di Constantinopoli gewidmet)

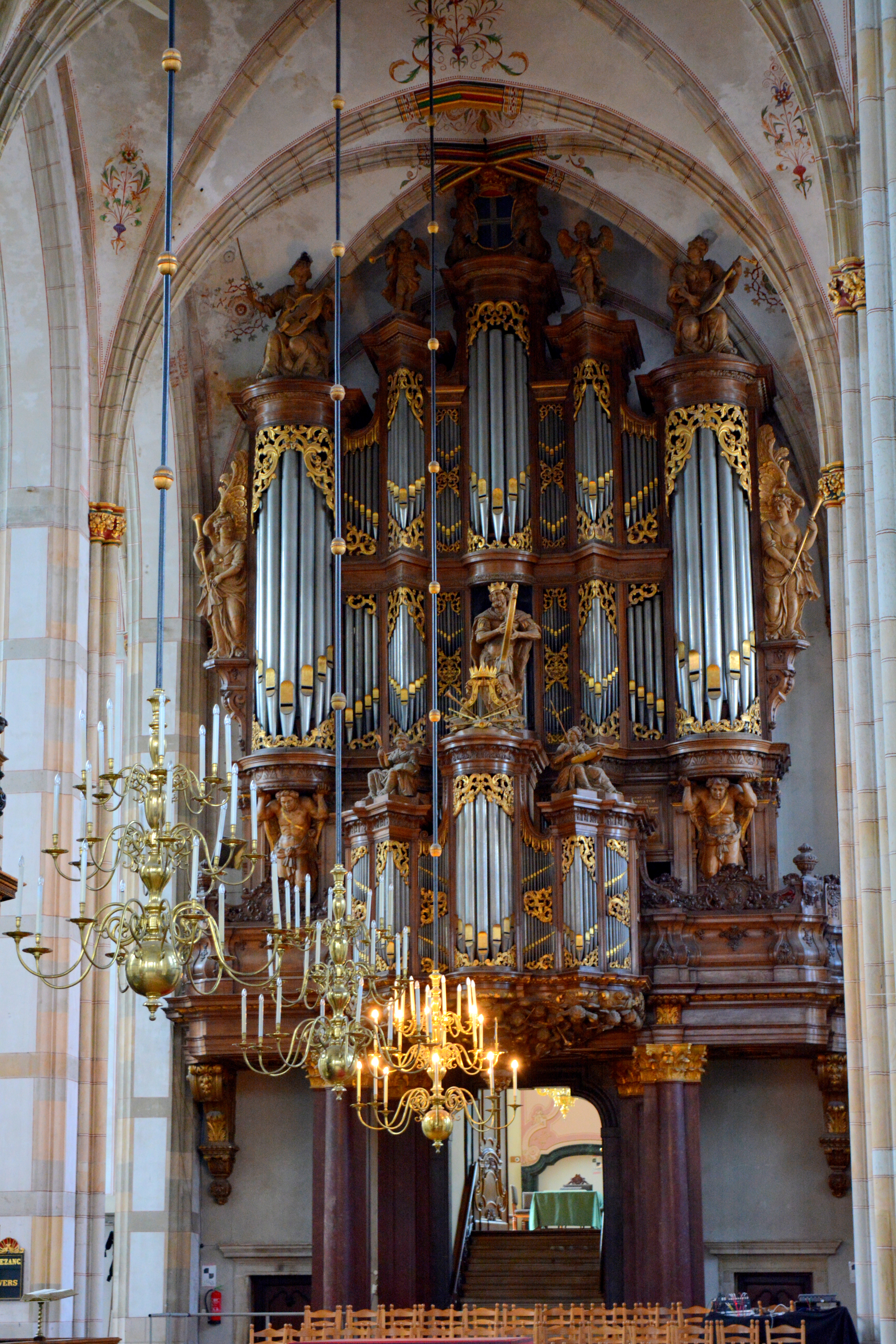
Orgel von Arp Schnitger und seinen Söhnen in der Michaelskirche in Zwolle

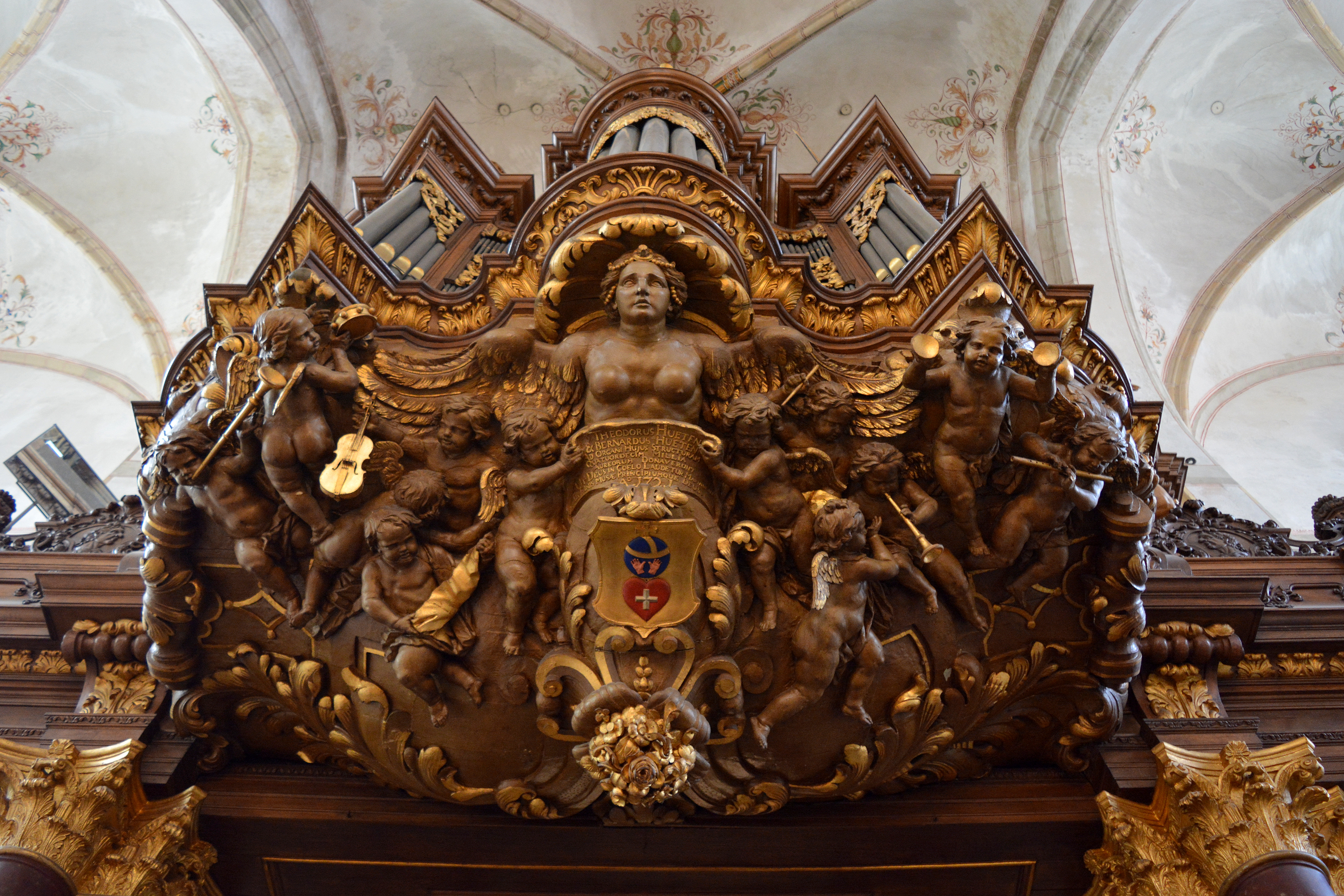
Detail der Orgel von Arp Schnitger und seinen Söhnen in der Michaelskirche in Zwolle

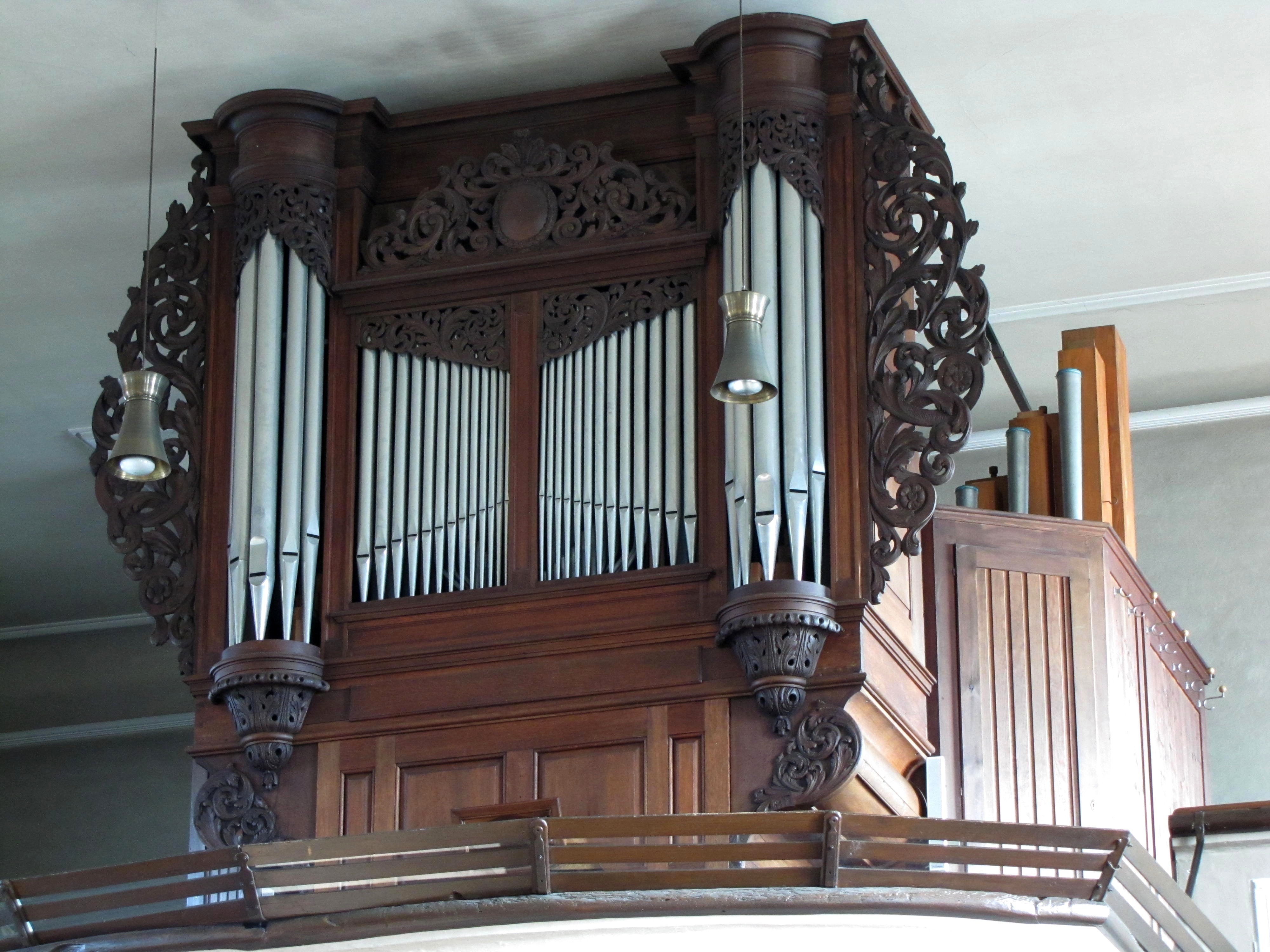
Orgel von Andreas Silbermann für Sankt Simon und Judas in Ottrott

- Antonio Vivaldi – diverse Konzerte, die nicht genau datiert werden können[2]

#### Kammermusik
- Giuseppe Matteo Alberti – Sonate a violino e basso op. 2 (Bologna 1721, Nachdruck London 1729 als op. 3)
- Jacques Aubert – Livres de sonates pour violon et B. c. op. 2
- Jean-Baptiste Senaillé – Quatrième Livre de Sonates à violon seul avec la basse continue (Paris)

### Vokalmusik
- Alessandro Scarlatti – Messe Santa Cecilia
- Antonio Vivaldi – Motetten u. a., ohne genaue Datierung[2]

### Lehrwerke
- Johann Mattheson – Das forschende Orchestre (Hamburg)

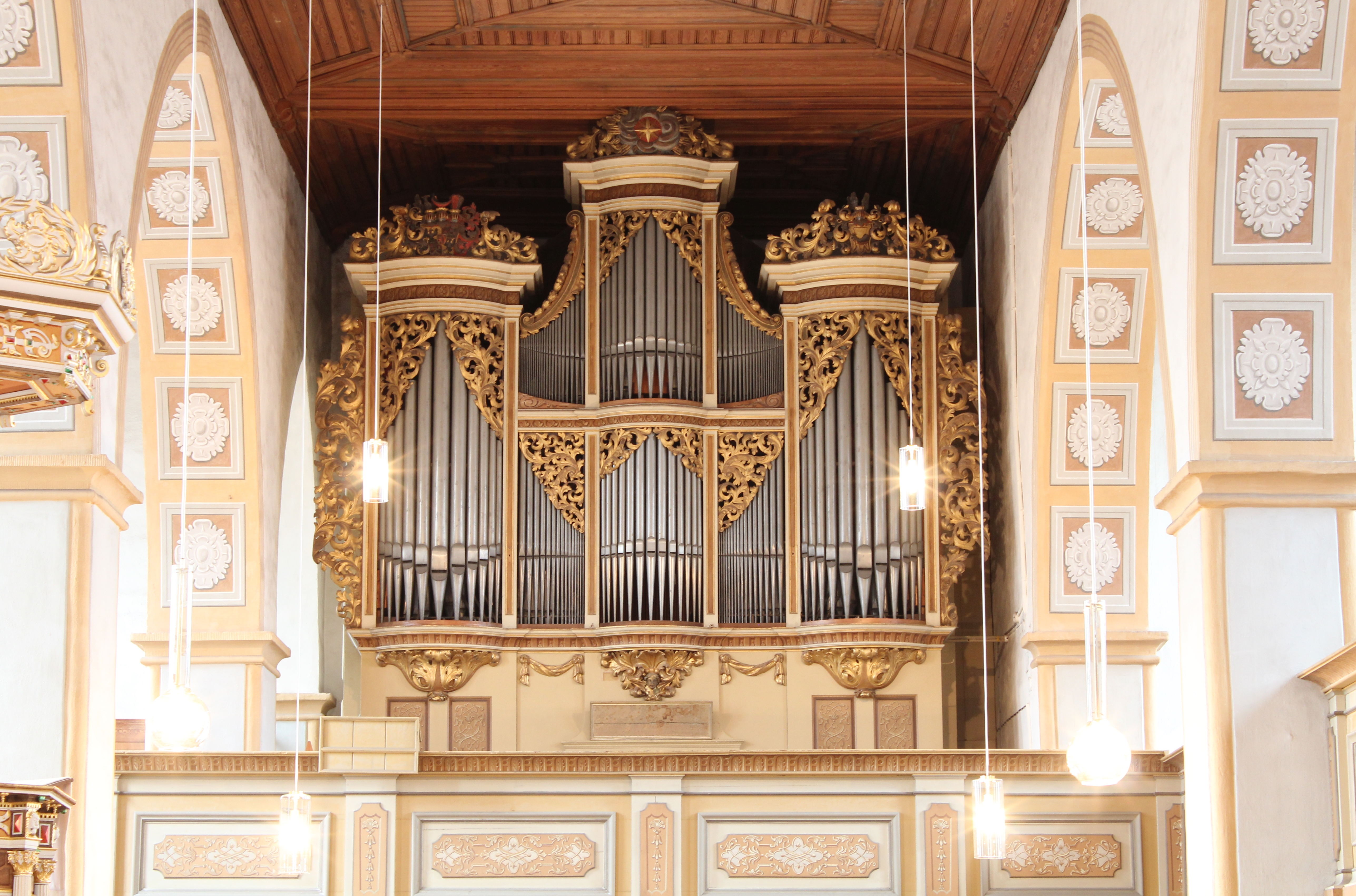
Orgel von Gottfried Silbermann in der Stadtkirche St. Georg in Rötha

### Instrumentenbau
- Zacharias Hildebrandt vollendet sein Meisterstück, die Orgel der Nikolaikirche Langhennersdorf.
- Die Söhne des 1719 gestorbenen Arp Schnitger, Franz Caspar Schnitger und Johann Georg Schnitger, vollenden den Bau der Orgel in der Michaelskirche in Zwolle.
- Andreas Silbermann
  - stellt die Orgel für die Friedenskirche in Altenheim fertig und
  - vollendet die Orgel für Sankt Simon und Judas in Ottrott.
- Gottfried Silbermann
  - vollendet den Bau der Orgel für die Stadtkirche St. Georg in Rötha,
  - beginnt den Bau der Orgel für die Marienkirche in Rötha und
  - startet mit dem Bau der Orgel für St. Johannis in Chemnitz.
- In der Werkstatt von Antonio Stradivari werden die Violinen Lady Blunt und Sinsheimer, Iselin gefertigt.

## Geboren

### Geburtsdatum gesichert
- 01. April: Pieter Hellendaal, niederländischer Komponist, Organist und Violinist († 1799)
- 24. April: Johann Philipp Kirnberger, deutscher Musiktheoretiker und Komponist († 1783)
- 24. Oktober: Quirino Gasparini, italienischer Komponist und Cellist († 1778)
- 28. Dezember: Friedrich Rudolf Dalitz, deutscher Orgelbauer in Danzig († 1804)

### Genaues Geburtsdatum unbekannt
- Louis Anseaume, französischer Librettist († 1784)
- Philipp Dorninger, österreichischer Orgelbauer († 1806)
- John Garth, englischer Komponist († 1810)
- Friedrich August Weihe, deutscher evangelischer Pfarrer und Kirchenlieddichter († 1771)

## Gestorben

### Todesdatum gesichert
- 02. Februar: Johann Tobias Gottfried Trost, mitteldeutscher Orgelbauer (* 1651)
- 07. Februar: Daniel Vetter, deutscher Organist und Komponist (* 1657)
- 11. Februar: Johannes Köck, österreichischer Orgelbauer (* 1666)
- 22. Februar: Johann Christoph Bach, deutscher Organist, ältester Bruder von Johann Sebastian Bach (* 1671)
- 25. März: Bernard Artophaeus, böhmischer Komponist, Musikpädagoge und Priester der Minoriten (* 1651)
- 10. April: Joachim Gerstenbüttel, deutscher Komponist (* 1647)
- 12. Juli: Antonio Giannettini, italienischer Organist, Kapellmeister und Komponist (* 1648)
- 26. Juli: Samuel Jacobi, deutscher Kantor und Komponist (* 1652)
- 00. August: Jacques Paisible, französischer Blockflötist und Komponist (* um 1656)
- 00. August: Petrus Laurentius Wockenfuß, deutscher Kantor und Komponist (* 1675)
- 03. September: Johann Anton Losy von Losinthal, böhmischer kaiserlicher Beamter, Komponist und Lautenist (* um 1645)
- 28. Oktober: Johann Conrad Vogel, Oberpfälzer Orgelbauer (* 1656)
- 12. November: Johann Christian Rau, deutscher Opernsänger (Bass), Kapellmeister und Komponist (* vor 1692)

### Gestorben nach 1721
- Martin Vater, deutscher Orgelbauer (* vor 1678)